# 普費什蒂鄉
46°00′N 27°12′E / 46.000°N 27.200°E
普費什蒂鄉（羅馬尼亞語：Comuna Pufești, Vrancea），是羅馬尼亞的鄉份，位於該國東部，由弗朗恰縣負責管轄，面積56平方公里，海拔高度86米，2002年人口4,314，人口密度每平方公里77人。